# Skeleton-Weltcup 2019/20
Der Skeleton-Weltcup 2019/20 begann am 7. Dezember 2019 in Lake Placid und endete am 16. Februar 2020 in Sigulda. Der Weltcup umfasste acht Stationen in Nordamerika und Europa und wurde parallel zum Bob-Weltcup 2019/20 ausgetragen. Der ursprünglich geplante erste Weltcup in Park City musste wegen eines technischen Defekts des Kühlungssystems der Bobbahn nach Lake Placid verlegt werden. Veranstaltet wurde die Rennserie von der International Bobsleigh & Skeleton Federation (IBSF). Der Höhepunkt der Saison waren die Weltmeisterschaften vom 18. Februar bis 1. März 2020 in Altenberg, deren Ergebnisse jedoch nicht zum Weltcup zählten.

## Weltcupkalender
| # | Datum                              | Land               | Ort            | Wettkampfstätte                      |
| - | ---------------------------------- | ------------------ | -------------- | ------------------------------------ |
| 1 | 7.–8. Dezember 2019                | Vereinigte Staaten | Lake Placid 1  | Bobbahn Lake Placid                  |
| 2 | 9.–15. Dezember 2019               | Vereinigte Staaten | Lake Placid    | Bobbahn Lake Placid                  |
| 3 | 31. Dezember 2019 – 5. Januar 2020 | Deutschland        | Winterberg     | Veltins-Eisarena                     |
| 4 | 6.–12. Januar 2020                 | Frankreich         | La Plagne      | Bob- und Rennschlittenbahn La Plagne |
| 5 | 13.–19. Januar 2020                | Österreich         | Innsbruck-Igls | Olympia Eiskanal Innsbruck-Igls      |
| 6 | 20.–26. Januar 2020                | Deutschland        | Königssee      | Kunsteisbahn Königssee               |
| 7 | 27. Januar – 2. Februar 2020       | Schweiz            | St. Moritz     | Olympia Bob Run St. Moritz–Celerina  |
| 8 | 10.–16. Februar 2020               | Lettland           | Sigulda        | Bob- und Rennschlittenbahn Sigulda   |

## Übersicht
| 1. Weltcup in Lake Placid, 7. – 8. Dezember 2019 | 1. Weltcup in Lake Placid, 7. – 8. Dezember 2019 | 1. Weltcup in Lake Placid, 7. – 8. Dezember 2019 | 1. Weltcup in Lake Placid, 7. – 8. Dezember 2019 |
| ------------------------------------------------ | ------------------------------------------------ | ------------------------------------------------ | ------------------------------------------------ |
| Disziplin                                        | Erster Platz                                     | Zweiter Platz                                    | Dritter Platz                                    |
| Frauen                                           | Jacqueline Lölling                               | Janine Flock                                     | Tina Hermann                                     |
| Männer                                           | Axel Jungk                                       | Martins Dukurs                                   | Alexander Tretjakow                              |

| 2. Weltcup in Lake Placid, 9.–15. Dezember 2019 | 2. Weltcup in Lake Placid, 9.–15. Dezember 2019 | 2. Weltcup in Lake Placid, 9.–15. Dezember 2019 | 2. Weltcup in Lake Placid, 9.–15. Dezember 2019 |
| ----------------------------------------------- | ----------------------------------------------- | ----------------------------------------------- | ----------------------------------------------- |
| Disziplin                                       | Erster Platz                                    | Zweiter Platz                                   | Dritter Platz                                   |
| Frauen                                          | Jelena Nikitina                                 | Jacqueline Lölling                              | Janine Flock                                    |
| Männer                                          | Alexander Tretjakow                             | Martins Dukurs                                  | Felix Keisinger                                 |

| 3. Weltcup in Winterberg, 31. Dezember 2019 – 5. Januar 2020 | 3. Weltcup in Winterberg, 31. Dezember 2019 – 5. Januar 2020 | 3. Weltcup in Winterberg, 31. Dezember 2019 – 5. Januar 2020 | 3. Weltcup in Winterberg, 31. Dezember 2019 – 5. Januar 2020 |
| ------------------------------------------------------------ | ------------------------------------------------------------ | ------------------------------------------------------------ | ------------------------------------------------------------ |
| Disziplin                                                    | Erster Platz                                                 | Zweiter Platz                                                | Dritter Platz                                                |
| Frauen                                                       | Tina Hermann                                                 | Mirela Rahneva                                               | Janine Flock                                                 |
| Männer                                                       | Yun Sung-bin                                                 | Alexander Gassner                                            | Axel Jungk                                                   |

| 4. Weltcup in La Plagne, 6.–12. Januar 2020 | 4. Weltcup in La Plagne, 6.–12. Januar 2020 | 4. Weltcup in La Plagne, 6.–12. Januar 2020 | 4. Weltcup in La Plagne, 6.–12. Januar 2020 |
| ------------------------------------------- | ------------------------------------------- | ------------------------------------------- | ------------------------------------------- |
| Disziplin                                   | Erster Platz                                | Zweiter Platz                               | Dritter Platz                               |
| Frauen                                      | Jelena Nikitina                             | Janine Flock                                | Jacqueline Lölling                          |
| Männer                                      | Alexander Tretjakow                         | Martins Dukurs                              | Yun Sung-bin Wenqiang Geng                  |

| 5. Weltcup in Innsbruck-Igls, 13.–19. Januar 2020 | 5. Weltcup in Innsbruck-Igls, 13.–19. Januar 2020 | 5. Weltcup in Innsbruck-Igls, 13.–19. Januar 2020 | 5. Weltcup in Innsbruck-Igls, 13.–19. Januar 2020 |
| ------------------------------------------------- | ------------------------------------------------- | ------------------------------------------------- | ------------------------------------------------- |
| Disziplin                                         | Erster Platz                                      | Zweiter Platz                                     | Dritter Platz                                     |
| Frauen                                            | Jacqueline Lölling                                | Janine Flock                                      | Megan Henry                                       |
| Männer                                            | Martins Dukurs                                    | Yun Sung-bin                                      | Alexander Tretjakow                               |

| 6. Weltcup in Königssee, 20.–26. Januar 2020 | 6. Weltcup in Königssee, 20.–26. Januar 2020 | 6. Weltcup in Königssee, 20.–26. Januar 2020 | 6. Weltcup in Königssee, 20.–26. Januar 2020 |
| -------------------------------------------- | -------------------------------------------- | -------------------------------------------- | -------------------------------------------- |
| Disziplin                                    | Erster Platz                                 | Zweiter Platz                                | Dritter Platz                                |
| Frauen                                       | Tina Hermann                                 | Jacqueline Lölling                           | Jelena Nikitina                              |
| Männer                                       | Yun Sung-bin                                 | Alexander Tretjakow                          | Felix Keisinger                              |

| 7. Weltcup in St. Moritz, 27. Januar – 2. Februar 2020 | 7. Weltcup in St. Moritz, 27. Januar – 2. Februar 2020 | 7. Weltcup in St. Moritz, 27. Januar – 2. Februar 2020 | 7. Weltcup in St. Moritz, 27. Januar – 2. Februar 2020 |
| ------------------------------------------------------ | ------------------------------------------------------ | ------------------------------------------------------ | ------------------------------------------------------ |
| Disziplin                                              | Erster Platz                                           | Zweiter Platz                                          | Dritter Platz                                          |
| Frauen                                                 | Tina Hermann                                           | Jacqueline Lölling                                     | Janine Flock                                           |
| Männer                                                 | Martins Dukurs                                         | Felix Keisinger                                        | Axel Jungk                                             |

| 8. Weltcup und Europameisterschaft in Sigulda, 10.–16. Februar 2020 | 8. Weltcup und Europameisterschaft in Sigulda, 10.–16. Februar 2020 | 8. Weltcup und Europameisterschaft in Sigulda, 10.–16. Februar 2020 | 8. Weltcup und Europameisterschaft in Sigulda, 10.–16. Februar 2020 |
| ------------------------------------------------------------------- | ------------------------------------------------------------------- | ------------------------------------------------------------------- | ------------------------------------------------------------------- |
| Disziplin                                                           | Erster Platz                                                        | Zweiter Platz                                                       | Dritter Platz                                                       |
| Frauen                                                              | Jelena Nikitina                                                     | Marina Gilardoni                                                    | Janine Flock                                                        |
| Männer                                                              | Martins Dukurs                                                      | Tomass Dukurs                                                       | Yun Sung-bin                                                        |

## Wertungen

### Frauen
| Rang | Athlet                 | LPC1 | LPC2 | WIB | LAP | IGL | KÖN | SMT | SIG | Punkte |
| ---- | ---------------------- | ---- | ---- | --- | --- | --- | --- | --- | --- | ------ |
| 01   | Jacqueline Lölling     | 1    | 2    | 4   | 3   | 1   | 2   | 2   | 8   | 1632   |
| 02   | Janine Flock           | 2    | 3    | 3   | 2   | 2   | 5   | 3   | 3   | 1614   |
| 03   | Jelena Nikitina        | 5    | 1    | 8   | 1   | 4   | 3   | 5   | 1   | 1595   |
| 04   | Tina Hermann           | 3    | 6    | 1   | 5   | 5   | 1   | 1   | 15  | 1523   |
| 05   | Mirela Rahneva         | 4    | 4    | 2   | 7   | 7   | 4   | 4   | 21  | 1376   |
| 06   | Marina Gilardoni       | 9    | 11   | 5   | 4   | 10  | 11  | 6   | 2   | 1330   |
| 07   | Kim Meylemans          | 8    | 8    | 10  | 9   | 12  | 10  | 9   | 5   | 1224   |
| 08   | Megan Henry            | 12   | 13   | 7   | 11  | 3   | 6   | 13  | 17  | 1136   |
| 09   | Anna Fernstädt         | 7    | 7    | 11  | 13  | 20  | 8   | 11  | 12  | 1084   |
| 10   | Sophia Griebel         | 14   | 15   | 9   | 6   | –   | 7   | 7   | 7   | 1048   |
| 11   | Kendall Wesenberg      | 6    | 5    | 17  | 17  | 14  | 14  | 8   | 19  | 0994   |
| 12   | Jane Channell          | 11   | 17   | 6   | 20  | 13  | 15  | 10  | 16  | 0932   |
| 13   | Laura Deas             | 10   | 21   | 13  | 11  | 19  | 17  | 12  | 13  | 0872   |
| 14   | Savannah Graybill      | 15   | 12   | 16  | 14  | 18  | 9   | 19  | 18  | 0826   |
| 15   | Julija Kanakina        | 16   | 15   | 19  | 10  | 22  | 20  | 18  | 4   | 0814   |
| 16   | Madelaine Smith        | 19   | 10   | –   | 8   | 11  | 16  | 16  | –   | 0706   |
| 17   | Jaclyn Narracott       | 13   | 9    | 16  | –   | 15  | 13  | 15  | –   | 0704   |
| 18   | Kimberley Murray       | 22   | 19   | –   | 18  | 8   | –   | 14  | 10  | 0626   |
| 19   | Valentina Margaglio    | 25   | 22   | 11  | –   | 9   | –   | 17  | 14  | 0584   |
| 20   | Madison Charney        | 20   | 18   | 18  | 21  | 17  | 21  | 20  | 25  | 0548   |
| 21   | Renata Chusina         | –    | –    | 20  | 15  | 21  | 12  | –   | 6   | 0538   |
| 22   | Lin Huiyang            | 23   | 23   | 21  | 19  | 16  | 24  | 23  | –   | 0427   |
| 23   | Leslie Stratton        | 18   | 24   | 22  | –   | 23  | 18  | 24  | 24  | 0401   |
| 24   | Kimberley Bos          | 17   | 0    | –   | –   | 24  | 19  | –   | 9   | 0359   |
| 25   | Kellie Delka           | 24   | 20   | –   | –   | 25  | 23  | 22  | 23  | 0309   |
| 26   | Alina Tararytschenkowa | 21   | 14   | –   | –   | –   | –   | 21  | –   | 0236   |
| 27   | Agathe Bessard         | –    | –    | –   | 16  | –   | –   | –   | 11  | 0232   |
| 28   | Susanne Kreher         | –    | –    | –   | –   | 6   | –   | –   | –   | 0176   |
| 29   | Ashleigh Pittaway      | –    | –    | 14  | –   | –   | –   | –   | –   | 0112   |
| 30   | Min Huang              | –    | –    | –   | –   | –   | –   | –   | 20  | 0068   |
| 31   | Brogan Crowley         | –    | –    | –   | –   | –   | –   | –   | 22  | 0056   |
| 32   | Alessia Crippa         | –    | –    | –   | –   | –   | 22  | –   | –   | 0056   |

### Männer
| Rang | Athlet                    | LPC1 | LPC2 | WIB | LAP | IGL | KÖN | SMT | SIG | Punkte |
| ---- | ------------------------- | ---- | ---- | --- | --- | --- | --- | --- | --- | ------ |
| 01   | Martins Dukurs            | 2    | 2    | 4   | 2   | 1   | 7   | 1   | 1   | 1665   |
| 02   | Alexander Tretjakow       | 3    | 1    | 7   | 1   | 3   | 1   | 6   | 5   | 1603   |
| 03   | Yun Sung-bin              | 7    | 6    | 1   | 3   | 2   | 2   | 4   | 3   | 1581   |
| 04   | Felix Keisinger           | 5    | 3    | 5   | 7   | 7   | 3   | 2   | 4   | 1506   |
| 05   | Alexander Gassner         | 4    | 9    | 2   | 13  | 10  | 5   | 5   | 6   | 1362   |
| 06   | Tomass Dukurs             | 6    | 5    | 10  | 10  | 12  | 6   | 9   | 2   | 1314   |
| 07   | Axel Jungk                | 1    | 4    | 3   | 5   | 14  | 4   | 3   | –   | 1305   |
| 08   | Marcus Wyatt              | 10   | 8    | 8   | 14  | 4   | 13  | 11  | 8   | 1184   |
| 09   | Kim Ji-soo                | 16   | 10   | 6   | 6   | 5   | 12  | 8   | 21  | 1126   |
| 10   | Nikita Tregubow           | 8    | 7    | 19  | 11  | 13  | 9   | 12  | 7   | 1106   |
| 11   | Wenqiang Geng             | 11   | 14   | 14  | 3   | 7   | 10  | 9   | –   | 1024   |
| 12   | Jung Seung-gi             | 15   | 13   | 9   | 11  | 9   | 15  | –   | 11  | 0904   |
| 13   | Vladyslav Heraskevych     | 12   | 18   | 16  | 8   | 17  | 11  | 16  | 14  | 0896   |
| 14   | Jewgeni Rukossujew        | 9    | 16   | 12  | 9   | 15  | –   | 15  | 10  | 0880   |
| 15   | Yan Wengang               | 20   | 11   | 13  | 15  | 16  | 8   | 7   | –   | 0852   |
| 16   | Austin Florian            | 14   | 12   | 18  | 18  | 26  | 21  | 19  | 19  | 0646   |
| 17   | Samuel Maier              | 19   | 21   | 29  | 19  | 20  | 14  | 14  | 13  | 0646   |
| 18   | Florian Auer              | 24   | 24   | 17  | 17  | 19  | 18  | 20  | 15  | 0592   |
| 19   | Kevin Boyer               | 17   | 25   | 21  | 16  | 24  | 17  | 17  | 18  | 0587   |
| 20   | Craig Thompson            | 22   | 19   | 26  | 21  | 6   | –   | –   | 24  | 0449   |
| 21   | Amadeo Bagnis             | –    | –    | 11  | –   | 11  | 19  | 17  | –   | 0434   |
| 22   | Andrew Blaser             | 23   | 22   | 22  | 22  | 18  | 22  | 29  | 25  | 0418   |
| 23   | Alex Ivanov               | 18   | 15   | 27  | 27  | 18  | 22  | 29  | 25  | 0380   |
| 24   | Kyle Murray               | 24   | 26   | 22  | 25  | 23  | 28  | 24  | 20  | 0368   |
| 25   | Ronald Auderset           | –    | –    | 25  | 24  | 21  | 20  | 22  | 25  | 0311   |
| 26   | Jerry Rice                | –    | –    | 15  | 20  | –   | –   | –   | 12  | 0300   |
| 27   | Alexander Henning Hanssen | 26   | 23   | 20  | –   | 29  | 25  | 28  | 23  | 0296   |
| 28   | Mihail Sebastian Enache   | –    | –    | –   | –   | 22  | 16  | 21  | –   | 0214   |
| 29   | Dominic Parsons           | 13   | 17   | –   | –   | –   | –   | –   | –   | 0208   |
| 30   | Manuel Schwärzer          | –    | –    | 24  | –   | 27  | 23  | 27  | 28  | 0187   |
| 31   | Nicholas Timmings         | 21   | 20   | –   | –   | 25  | –   | –   | –   | 0170   |
| 32   | Yin Zheng                 | –    | –    | –   | –   | –   | –   | –   | 9   | 0152   |
| 33   | Mihai Daniel Pacioianu    | –    | –    | 23  | 28  | –   | –   | –   | 22  | 0134   |
| 34   | Matt Weston               | –    | –    |     | –   | –   | –   | 13  | –   | 0120   |
| 35   | Mattia Gaspari            | –    | –    | –   | –   | –   | –   | –   | 16  | 0096   |
| 36   | Asaierhazi Hayisaer       | –    | –    | –   | –   | –   | –   | –   | 17  | 0088   |
| 37   | Brendan Doyle             | –    | –    | 30  | 26  | –   | 27  | –   | –   | 0088   |
| 38   | Ander Mirambell           | –    | –    | –   | –   | –   | 24  | 25  | –   | 0085   |
| 39   | Joel Seligstein           | 27   | 27   | –   | –   | –   | –   | 30  | –   | 0084   |
| 40   | Laurence Bostock          | –    | –    | –   | –   | –   | –   | 23  | –   | 0050   |
| 41   | Jared Firestone           | –    | –    | –   | –   | 30  | 29  | –   | –   | 0044   |
| 42   | Jeff Bauer                | –    | –    | –   | –   | –   | –   | –   | 29  | 0024   |
| 43   | Artjom Drosdow            | –    | –    | –   | –   | –   | 30  | –   | –   | 0020   |